# Bajanisme
Het bajanisme is een christelijke stroming die volgens de Rooms-Katholieke Kerk een dwaalleer of ketterse theologische doctrine is die aan de grondslag ligt van het jansenisme. Grondlegger van het bajanisme was Michel de Bay (Michael Baius) (1513 -1589), theoloog en hoogleraar aan de oude Universiteit van Leuven, waar hij in 1553 rector magnificus was. 